# Spinnup
Spinnup war eine Vertriebsplattform der Universal Music Group, die Musikern und unsignierten Künstlern die Möglichkeit bot, ihre Musik weltweit über Online-Händler wie Deezer, Spotify, iTunes, Apple Music, Amazon Music, Google Play und Napster zu veröffentlichen. Eine Besonderheit bei Spinnup war, dass die Künstler ihre Rechte an ihren Songs behielten, jedoch für den Vertrieb zahlen mussten. Zusätzlich bot der Vertrieb die Zusammenarbeit mit Talentscouts an, die nach neuer Musik und neuen Künstlern suchen.

## Geschichte
Spinnup wurde 2013 von Universal Music in Schweden entwickelt und gegründet. Die Standorte des Online-Vertriebs waren Schweden, Dänemark, England, Frankreich, Norwegen und Deutschland, wobei der Dienst weltweit nutzbar war. Spinnup gehörte zu dem Label Universal Music und die Spinnup-Scouts standen in engem Kontakt zu den A&Rs des Major Labels. Im Juli 2014 startete Spinnup unter der Leitung von Karl Nowak in Deutschland. Am 4. Oktober 2022 verkündete Spinnup auf ihrer Website, dass Spinnup geschlossen wird.

## Internationale Erfolge
In Schweden erreichte zu dieser Zeit der Spinnup-Künstler Albin mit seinem Song „Din Soldat“ den ersten Platz der Charts. Im gleichen Jahr folgte das schwedische House-Music Duo Vigiland, das nun auch bei Universal Music unter Vertrag steht. Mit ihren ersten vier Singles erzielte Vigiland bereits über 250 Millionen Spotify Streams. Die erste englische Band, die im Oktober 2014 von einem Spinnup Talent-Scout entdeckt wurde, war Model Aeroplanes. Der Band gelang kurz darauf ein Plattendeal mit dem Label Island Records.

## Förderung
Aus dem Contest #Raptags, veranstaltet von Spinnup und Chapter One/Universal, sind die beiden Gewinner Nanik (2015) und Infinit (2016) hervorgegangen, die erfolgreich bei Chapter ONE / Universal unter Vertrag genommen wurden. Weitere deutsche Künstler, die durch Spinnup einen Vertrag bei Universal bekommen haben, sind u. a. Chris Brenner und das Live-Duo Frank & Friedrich. Mit ihrer ersten Single „Coming Home“ hat das Live-Duo Frank & Friedrich bereits über 3 Millionen Streams bei Spotify erreicht. Im Mai 2017 feierte Spinnup den 31. Künstler, der über die Vermittlung des Online-Vertriebsdienstes einen Plattenvertrag bei Universal Music unterschrieben hat. Ende 2016 gab Spinnup bekannt, dass sich insgesamt über 100.000 Künstler auf der Plattform registriert haben.